# Pamela Z

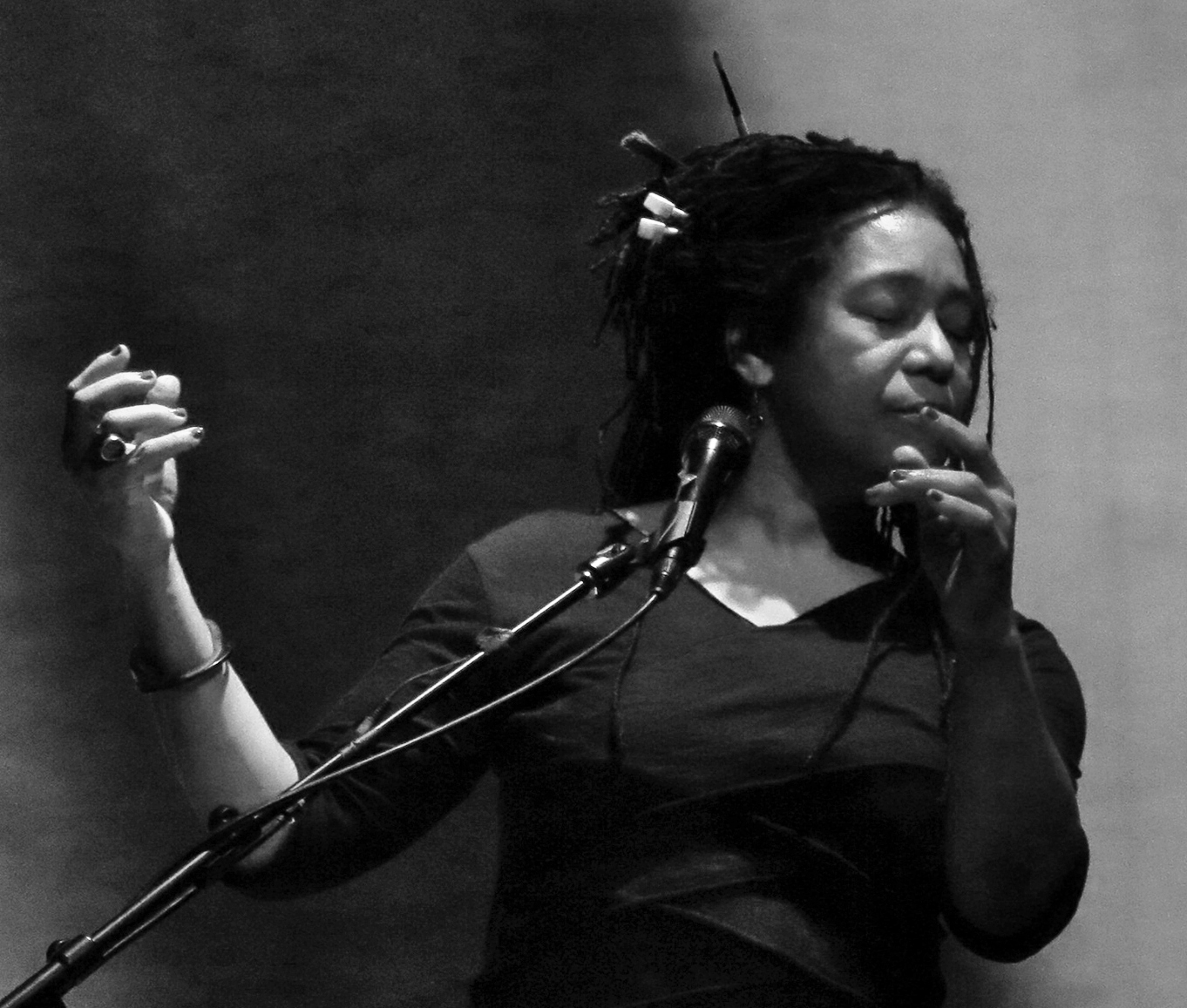
Pamela Z (2012)

Pamela Z (* 13. Juli 1956 in Buffalo, New York, als Pamela Brooks) ist eine amerikanische Musikerin (Gesang, Elektronik, Komposition), Klang- und Medienkünstlerin, die in Echtzeit ihre Stimme prozessiert bzw. mit Stimmsamples und -loops arbeitet.

## Leben und Wirken
Z wuchs in der Gegend von Denver auf. Als Jugendliche begann sie mit Tonaufnahmegeräten zu experimentieren und schuf Stücke, in denen sie ihre Stimme mit selbstgebauten Instrumenten und konkreten Klängen überlagerte. 1978 absolvierte sie ein klassisches Gesangsstudium in Boulder. Nach ihrem Studium trat sie als Singer-Songwriterin unter ihrem Geburtsnamen auf und begleitete sich auf der Gitarre. Daneben arbeitete sie als Radiomoderatorin für den öffentlichen Hörfunksender KGNU. Nachdem sie bei einem Konzert von Weather Report erlebte, wie Jaco Pastorius ein Delay-Pedal nutzte, um damit sein Solo zu spielen, besorgte sie sich ein derartiges Pedal. 1984 zog sie nach San Francisco, wo sie ihre Experimente mit digitaler Delay-Gesangsbearbeitung intensivierte und bald begann, ihre eigenen intermedialen Theaterstücke und Konzerte aufzuführen. In der Folge änderte sie ihren Namen in Pamela Z.
Z hat seitdem eine Reihe groß angelegter multimedialer Werke geschaffen, darunter Baggage Allowance, Parts of Speech und Gaijin, weiterhin Klanginstallationen, Tanzkollaborationen und Kammermusikwerke, die sie für Ensembles wie das Kronos Quartet, ETHEL, Eighth Blackbird, das Orchestra of St. Luke's, die California E.A.R. Unit und die Bang on a Can All-Stars geschrieben hat. Sie war international auf Tournee und trat auf zahlreichen Festivals auf, darunter Bang an a Can im Lincoln Center, das Interlink Festival in Japan und Pina Bauschs Ein Fest in Wuppertal (1998). 2023 wurde sie in die American Academy of Arts and Letters aufgenommen.
Z konzentriert sich auf die Kombination ihres Gesangs (bei dem sie einerseits auf den Belcanto zurückgreift, andererseits auch auf erweiterte Stimmtechniken) mit elektronischen Möglichkeiten. In ihren Performancestücken bewegt sich in einem Feld von bearbeiteten und live gespielten Klängen, zu denen Videos oder Bilder projiziert werden. Die resultierenden Sounds und Visuals werden auch mit Hilfe von Controllern live manipuliert. Viele von Zs Arbeiten enthalten Textcollagen, die sie aus selbst geführten Interviews entnimmt.
Charakteristisches Merkmal von Zs kompositorischer Praxis ist die Verwendung verschiedener Verzögerungs- und Klangverarbeitungstechnologien. In ihren frühen Arbeiten nutzte sie digitale Delays, Effektgeräte und Sampler, die ihre Stimme, MIDI-generierte Klänge und Samples manipulierten. Im Jahr 2000 begann sie auf Computertechnologie zurückzugreifen und mit Max/MSP-Software zu arbeiten, mit der sie Loops und Delays sowie andere Effekte und Texturen erzeugte. Weiterhin verwendete sie gestenbasierte MIDI-Controller wie den BodySynth, eine Reihe von Elektrodensensoren, die sie am Körper trägt und mit denen sie Klänge durch Muskelbewegungen und körperliche Gesten auslöst und manipuliert. Später verwendete sie tragbare MIMN-Beschleunigungsmesser/Gyro-, UTE-Ultraschall- und MIRA-Infrarot-Controller (alle von Donald Swearingen entworfen und gebaut).

## Preise und Auszeichnungen
Z erhielt zahlreiche Auszeichnungen, darunter den Alpert Award in the Arts (1998), den SEAMUS Award (2016), den Rom Prize (2019) und den Walter Hinrichsen Award (2020). 2023 wurde sie zum Mitglied der American Academy of Arts and Letters gewählt.

## Diskografie (Auswahl)
Soloalben
- Echolocation (ZED 1987; wiederaufgelegt 2021 bei Freedom to Spend)
- A Delay is Better (Starkland 2004)
- A Secret Code (Neuma Records 2021)

Kollaborationen
- Peter Kowald: Global Village (Free Elephant 2004, enthält mit ihr, Gunda Gottschalk und Kowald: Movements I, II, & III)
- Victoria Jordanova, Pamela Z: John Cage – Postcard from Heaven (Arpaviva 2006)
- Meredith Monk Scared Song (House Foundation for the Arts 2012)
- Vijay Iyer & Mike Ladd, Still Life with Commentator (Savoy Jazz 2007)
- Lisle Ellis, Sucker Punch Requiem (Henceforth 2008)
- Vijay Iyer & Mike Ladd, Holding It Down: The Veterans’ Dreams Project (Pi Recordings 2013)
- Pamela Z/Gianni Gebbia: @ 21 Grand-Oakland 2007 (Bandcamp 2017)